# Sinophorus relativus
Sinophorus relativus är en stekelart som först beskrevs av Henry Lorenz Viereck 1905.  Sinophorus relativus ingår i släktet Sinophorus och familjen brokparasitsteklar. Inga underarter finns listade i Catalogue of Life.